# John Malm

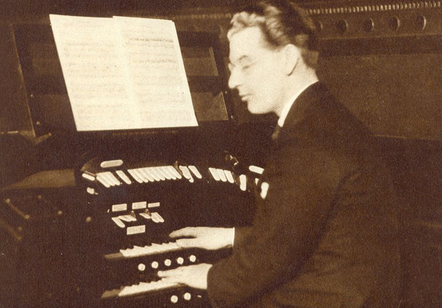
John Malm vid wurlitzerorgeln på biograf Skandia. Foto ur tidningen Radiolyssnaren 1927.

John Malm (egentligen Johan Malm), född den 20 april 1901 i Stockholm, död den 26 mars 1965 i Hässelby, var en svensk musiker (piano, orgel), kompositör och orkesterledare. Som kompositör använde han stundtals pseudonymen William Rose.

## Musikern Malm
Malm var i grunden en skolad musiker med musikdirektörs titel. Han hade bland annat varit elev till den franska pianisten Nathalie Radisse och tidigt i sin musikerkarriär framträdde han som tolkare av verk av klassiska kompositörer.. Han kom dock snart att övergå till populärmusiken, bland annat i form av jazz, och i december 1922 marknadsförde restaurang Hasselbacken honom som "Original-Jazz-pianisten" John Malm.
Malm skivdebuterade hösten 1922 som pianist i den svarte banjoisten Russell Jones jazzband på det lilla svenska skivbolaget Skandia. Påföljande år gjorde han en serie pianosolon för samma bolag; varken dessa eller sidorna med Jones band kunde dock återfinnas i samband med produktionen av skivserien Svensk jazzhistoria. 
Under sommaren 1925 ledde Malm en orkester med bland annat Folke "Göken" Andersson (fiol) och Anders Soldén (trummor) på Långedrags sommarrestaurang. Med huvudsakligen samma musiker spelade orkestern i september samma år på atlantångaren S/S Drottningholm, varvid orkestermedlemmarna i New York fick tillfälle att se och höra amerikanska jazzmusiker som Red Nichols och Miff Mole. Åter i Stockholm ordnade Malm engagemang åt orkestern på restaurang Cecil, nu med bland andra Gösta Törnblad (trumpet) i sättningen. Från årsskiftet 1926/1927 ledde Malm under en period sin "Roseland Orchestra" på dansrestaurangen Monaco vid Kornhamnstorg. 1928 städslades han av Björn Hodell som kapellmästare vid Folkets hus teater. Som sådan komponerade han även musik till teaterns uppsättning av Anderssonskans Kalle samma år.
Parallellt med dessa åtaganden var Malm från 1927 och några år framåt huvudorganist på biografen Skandia. Från dess Wurlitzerorgel gjorde Malm 1927 den troligen första svenska radioutsändningen på denna typ av instrument, och åtskilliga fler sådana utsändningar skulle följa under de kommande åren. Malm spelade även in ett par egna kompositioner på Skandias orgel för Odeon.
Under 1940-talet uppträdde Malm ofta som ackompanjatör till sångerskan Margareth Måård, såväl i radio som vid publika framträdanden.

## Kompositören Malm
Malm var en flitig kompositör av populärmusik, och valdes in som en av de ursprungliga styrelseledamöterna när branschorganisationen SKAP bildades 1926. Han framträdde därvid också som dirigent av två av sina egna kompositioner, "Alabamy Blues" och "Americana", vid den kombinerade bal och kabaré som organisationen arrangerade för att samla in medel till sin verksamhet.
Malm komponerade såväl instrumentalnummer som sånger med text. Den senare skrev Malm i enstaka fall själv, men oftast samarbetade han med andra textförfattare, inte minst Sven Paddock, men även med bland annat Hasse Ekman, Sven-Olof Sandberg, Fritz Gustaf Sundelöf och Sven Goon. Till nummer av Malm som spelats in i flera olika versioner hör "Amor med sin båge skjuter sällan fel" (ur filmen Hon eller ingen), "Du vackre argentinare", "Friarejazzen", "Min lilla sommartös", "Semesterjazzen" och "Solvallavalsen". Malms komposition "Harlems ros" arrangerades för storband av Thore Ehrling och spelades in av Arne Hülphers orkester 1934. Numret betecknades i nygrundade Orkesterjournalen som "en av de bästa svenska foxtrots som någonsin gjorts i amerikansk stil".
Bland kända artister som sjungit in kompositioner av Malm märks bland annat Ernst och Tutta Rolf, Sven-Olof Sandberg, Hilmer Borgeling, Arthur Rolén, Thor Modéen, Ulla Billquist, John Wilhelm Hagberg och den tidigare nämnda Margareth Måård.

## Familj
John Malms yngre bror Gustaf Malm var saxofonist och ingick i broderns orkester i mitten av 1920-talet. Senare spelade han även med TOGO, som bland annat spelat in broderns komposition "Josephine Baker" på skiva.

## Diskografi som solist
| Inspelningsdatum & -plats        | Titel              | Upphovsmän              | Utgåva          | Kommentar        |
| -------------------------------- | ------------------ | ----------------------- | --------------- | ---------------- |
| 1923-06 (c:a) i Sundbyberg       | Chicago            | Fred Fischer            | Skandia SG 1549 | Pianosolo        |
| 1923-06 (c:a) i Sundbyberg       | Dancing Fool       |                         | Skandia SG 1549 | Pianosolo        |
| 1923-06 (c:a) i Sundbyberg       | Kitten On The Keys | Zez Confrey             | Skandia SG 1552 | Pianosolo        |
| 1923-06 (c:a) i Sundbyberg       | Canadian Capers    | Chandler, White & Cohen | Skandia SG 1552 | Pianosolo        |
| 1930-09-16 på Skandia, Stockholm | Lycksalighetens ö  | John Malm               | Odeon D 2231    | Biograforgelsolo |
| 1930-09-16 på Skandia, Stockholm | Gyllene drömmar    | John Malm (som W Rose)  | Odeon D 2231    | Biograforgelsolo |

### Övergripande källor
- Jan Bruér: texthäfte till dubbel-CD:n Svensk jazzhistoria vol. 1 - Varning för jazz!, sidorna 38-40, 59.
- Karleric Liliedahl: Svenska akustiska grammofoninspelningar 1903-1928 (Stockholm 1987), sidorna 555 och 565f.
- "Organister som spelat på Skandiaorgeln" på skandiaorgeln.com (med Malms inspelning av "Lycksalighetens ö" som ljudfil samt återgivet referat från Malms radioframträdande 1927).
- John Malm i Svensk Filmdatabas
- Svensk jazzdiskogafi
- Svensk mediedatabas